# Bernardino Ignazio Roero di Cortanze
Bernardino Ignazio Roero, O.F.M.Cap., al secolo Paolo Alessandro dei marchesi di Cortanze, (Asti, 29 marzo 1686 – Trecate, 26 ottobre 1747), è stato un francescano e arcivescovo cattolico italiano, membro della famiglia Roero del ramo dei marchesi di Cortanze.

## Biografia
Paolo Alessandro Roero nacque ad Asti il 29 marzo 1686, figlio primogenito di Ercole Tomaso (*1661 †1747), marchese di Cortanze, viceré di Sardegna e cavaliere dell'Ordine supremo della Santissima Annunziata, e di Lodovica Caterina Roero dei Signori di Settime (*? †1730).
Con il titolo di conte di Calosso si dedicò inizialmente alla carriera militare nella Regia Armata Sarda, ascendendo al grado di maggiore di fanteria. Successivamente compì un significativo cambio di percorso di vita, e, nel 1714, lasciò il Piemonte per trasferirsi a Bologna. Qui assunse il nome di Bernardino Ignazio e iniziò il noviziato presso l'Ordine dei frati minori cappuccini, terminò gli studi di retorica e filosofia divenendone professore.
In seguito fu eletto segretario dell'Ordine a Roma, segnando l'apertura di nuove connessioni tra i Roero e la curia romana. Emblematica di tale rinnovato legame fu l'investitura di Bernardino Ignazio alla cattedra arcivescovile di Sassari il 2 ottobre 1730, in un contesto temporale in cui il padre ricopriva il ruolo di viceré di Sardegna. L'episcopato sassarese fu contraddistinto, però, da rapporti tesi con le classi dirigenti locali, un ostacolo che preluse al suo trasferimento alla diocesi di Novara - con il titolo personale di arcivescovo - circostanza questa verificatasi il 18 settembre 1741 all'indomani della cessazione del mandato vicereale del padre in territorio sardo.
L'anno seguente Carlo Emanuele III di Savoia lo dichiarò suo prelato domestico ed assistente al Soglio pontificio, con la facoltà di investire tre nobili con il titolo pontificio dell'Ordine dello Speron d'oro.
Morì a Trecate il 26 ottobre 1747; la salma venne tumulata nella cattedrale di Novara.

## Opere
Fu autore anche dei seguenti scritti:
- Discorsi, e regolamenti 'a suoi Correligiosi
- Corso di filosofia, e precetti sulla medesima scienza

## Genealogia episcopale e successione apostolica
La genealogia episcopale è:
- Cardinale Scipione Rebiba
- Cardinale Giulio Antonio Santori
- Cardinale Girolamo Bernerio, O.P.
- Arcivescovo Galeazzo Sanvitale
- Cardinale Ludovico Ludovisi
- Cardinale Luigi Caetani
- Cardinale Ulderico Carpegna
- Cardinale Paluzzo Paluzzi Altieri degli Albertoni
- Papa Benedetto XIII
- Arcivescovo Raulo Costanzo Falletti
- Arcivescovo Bernardino Ignazio Roero di Cortanze, O.F.M.Cap.

La successione apostolica è:
- Vescovo Giovanni Leonardo Sanna (1737)